# Weyauwega (thị trấn), Wisconsin
Weyauwega là một thị trấn thuộc quận Waupaca, tiểu bang Wisconsin, Hoa Kỳ. Năm 2010, dân số của thị trấn này là 572 người.